# Michaela Tabb
Michaela Tabb, née le 11 décembre 1967 à Bath, Angleterre, est une ancienne arbitre professionnelle de snooker écossaise, qui a été en activité de 2001 à 2015. C'est la première femme ayant obtenu le titre d'arbitre international de snooker, ouvrant la voie à de nombreuses arbitres féminines dans les disciplines du billard.
Michaela Tabb est la première femme ayant officié lors d'un match de snooker professionnel, en 2002, lors d'une finale d'un tournoi classé en 2007, et lors d'une finale au championnat du monde de snooker, en 2009, puis une seconde fois en 2012.
Avant sa carrière d'officielle, Tabb a remporté plusieurs titres féminins en billard anglais, en individuel et par équipes, remportant deux tournois du « Grand Chelem », avec l'équipe d'Écosse, la coupe des Nations, le championnat d'Europe et le championnat du monde par équipes en 1997 et 1998. Sa sœur Juliette fait également partie de cette équipe entre 1996 et 2008.
Son meilleur break au snooker est de 26.

## Carrière

### Billard anglais

#### Joueuse
Michaela Tabb commence la pratique du blackball en compétition en 1991, à 23 ans. Elle est sélectionnée dès l'année suivante dans l'équipe nationale écossaise féminine. Elle en devient très vite la capitaine, et mène l'équipe à de grands succès internationaux, avec deux titres de championne du monde par équipes, de championne d'Europe par équipes et deux victoires de suite en coupe des Nations. Elle se maintient dans l'équipe jusqu'en 2003, malgré le début de sa carrière d'arbitre en 2001.
Sur le plan individuel, elle remporte le championnat de Grande-Bretagne féminin en 1997. L'année suivante, elle devient championne d'Europe.

#### Arbitre
Tabb est impliquée dans l'arbitrage de billard anglais dans le milieu des années 1990, au niveau amateur. Mariée au joueur professionnel Ross McInnes, elle organise des tournois de eight-ball et de nine-ball. McInnes l'encourage à développer son activité au niveau professionnel.
Tabb fait ses débuts professionnels en 1997 au tournoi de nine-ball de Saint Andrews. Son premier match télévisé se fait l'année suivante, alors que le tournoi est diffusé par Sky Sports. Elle s'impose rapidement comme l'une des personnalités prépondérantes de l'arbitrage dans les billards anglais et américain ; elle officie dans chacun des événements principaux de la discipline, dont les championnats du monde de nine-ball et la coupe Mosconi.
En 2017, Tabb devient l'arbitre la plus reconnue sur le circuit mondial.

### Snooker

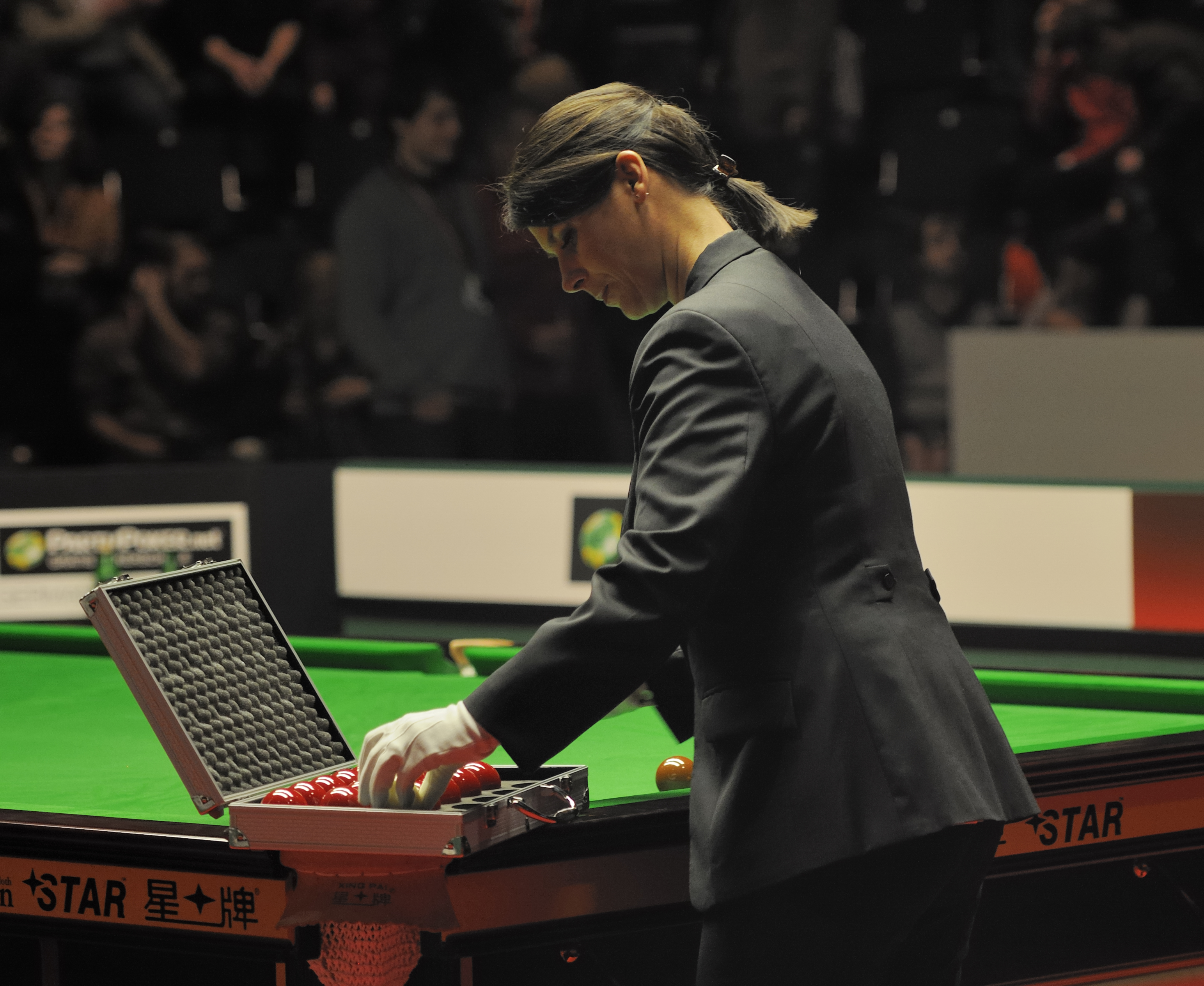
Michaela Tabb, rangeant les billes, lors du Masters d'Allemagne 2012.

Tabb est recrutée par Jim McKenzie, président de la WPBSA, en 2001, suivant la volonté de ce dernier de changer l'image exclusivement masculine du snooker. Elle est, pour ce faire, exemptée du cursus classique d'apprentissage d'une durée de cinq années, et suit une formation accélérée, destinée à lui faire intégrer le circuit professionnel dans les plus brefs délais. Elle est nommée arbitre de 3e classe en septembre 2001. Cette ascension rapide lui vaut, de son propre aveu, le ressentiment de certains de ses collègues officiels.
Cela ne l'empêche pas de débuter sur le circuit professionnel à l'Open du pays de Galles 2002, où elle devient la première femme à officier sur un tournoi de classement. Elle y arbitre un match du premier tour entre Ken Doherty, tenant du titre, et James Wattana. Doherty remporte le match 5-2. Dès 2003, elle fait son entrée au championnat du monde, pour arbitrer un match du premier tour entre Mark King, tête de série no 11 et Drew Henry ; match qu'elle cite comme le plus marquant de sa carrière. Son compatriote Henry se qualifie pour le second tour, 10-5.

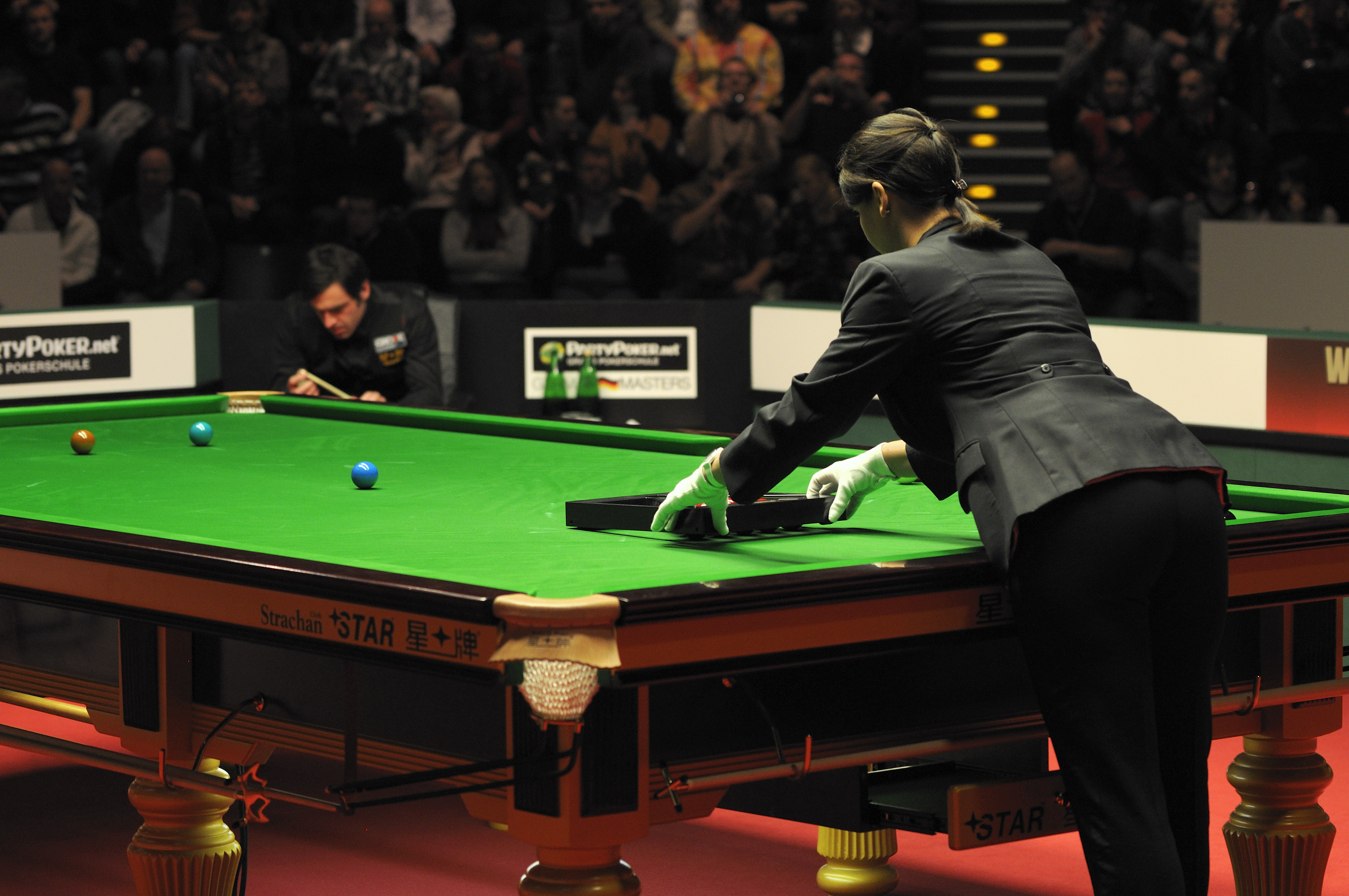
Tabb, utilisant le triangle. À l'arrière plan, Ronnie O'Sullivan.

Le 18 février 2007, Tabb arbitre la finale de l'Open du pays de Galles, devenant la première femme à arbitrer une finale de tournoi classé. Neil Robertson l'emporte aux dépens d'Andrew Higginson, 9-8. Le 20 janvier 2008, elle dirige sa première finale de tournoi majeur, au Masters, que Mark Selby remporte face à Stephen Lee (10-3). Le 5 avril 2009, Tabb est de nouveau chargée d'une finale de tournoi de classement : l'Open de Chine, où Peter Ebdon s'impose contre John Higgins, 10-8. La même année, elle est chargée d'officier à la finale du championnat du monde, la distinction la plus importante pour un arbitre de la discipline. John Higgins y remporte son troisième titre contre Shaun Murphy, 18-9. Elle arbitre une autre finale mondiale, en 2012, présidant à la victoire de Ronnie O'Sullivan sur Ali Carter (18-11).
Le 19 mars 2015, la fédération internationale de snooker annonce que Tabb a quitté le circuit principal. En septembre de la même année, elle dénonce la fédération de snooker lors d'une interview, disant avoir été victime de discriminations de genre et de faux contrats,. Malgré ce départ, elle continue d'arbitrer les événements de la tournée mondiale seniors, officiant notamment en finale du championnat du monde de snooker seniors 2019.

## Finales de snooker arbitrées
| Légende | Catégorie                      | Nombre                         |                                |
|         | Tournois classés               | 11                             |                                |
|         | Tournois non classés           | 4                              |                                |
|         | Tournée mondiale senior        | 13                             |                                |
| Gras    | Tournois de la triple couronne | Tournois de la triple couronne | Tournois de la triple couronne |

| Saison    | Nom du tournoi                                          | Lieu          | Tableau |
| 2006-2007 | Open du pays de Galles                                  | Newport       | Tableau |
| 2007-2008 | Masters                                                 | Wembley       | Tableau |
| 2008-2009 | Open de Chine                                           | Pékin         | Tableau |
| 2008-2009 | Championnat du monde                                    | Sheffield     | Tableau |
| 2009-2010 | Open de Chine (2)                                       | Pekin         | Tableau |
| 2010-2011 | Snooker Shoot-Out                                       | Blackpool     | Tableau |
| 2010-2011 | Championnat du circuit des joueurs (épreuve finale)     | Dublin        | Tableau |
| 2011-2012 | Open d'Australie                                        | Bendigo       | Tableau |
| 2011-2012 | Masters du Brésil                                       | Florianópolis | Tableau |
| 2011-2012 | Masters d'Allemagne                                     | Berlin        | Tableau |
| 2011-2012 | Championnat du monde (2)                                | Sheffield     | Tableau |
| 2012-2013 | Masters de Shanghai                                     | Shanghai      | Tableau |
| 2012-2013 | Championnat du circuit des joueurs (épreuve finale) (2) | Galway        | Tableau |
| 2013-2014 | Classique de Wuxi                                       | Wuxi          | Tableau |
| 2013-2014 | Snooker Shoot-Out (2)                                   | Blackpool     | Tableau |
| 2016-2017 | Championnat du monde seniors                            | Scunthorpe    | Tableau |
| 2017-2018 | Championnat du Royaume-Uni seniors                      | Hull          | Tableau |
| 2017-2018 | Championnat du monde seniors (2)                        | Scunthorpe    | Tableau |
| 2017-2018 | Masters seniors                                         | Sheffield     | Tableau |
| 2018-2019 | Championnat du Royaume-Uni seniors (2)                  | Hull          | Tableau |
| 2018-2019 | Masters d'Irlande seniors                               | Kildare       | Tableau |
| 2018-2019 | Championnat du monde à six billes rouges seniors        | Belfast       | Tableau |
| 2018-2019 | Masters seniors (2)                                     | Sheffield     | Tableau |
| 2019-2020 | Championnat du monde seniors (3)                        | Sheffield     | Tableau |
| 2019-2020 | Championnat du monde seniors (4)                        | Sheffield     | Tableau |
| 2021-2022 | Championnat du Royaume-Uni seniors (3)                  | Hull          | Tableau |
| 2021-2022 | Championnat du monde seniors (5)                        | Sheffield     | Tableau |
| 2022-2023 | Championnat du monde seniors (6)                        | Sheffield     | Tableau |